# Vincent Basciano
Vincent John Basciano (pronunciación en italiano: /baʃˈʃaːno/; Nueva York, 14 de noviembre de 1959) es un mafioso estadounidense que se convirtió en jefe de la familia criminal Bonanno tras la detención del jefe Joseph Massino. Basciano fue condenado a  cadena perpetua sin posibilidad de libertad condicional en 2011.

## Biografía
Basciano es apodado "Vinny Gorgeous", debido a que es propietario de un salón de belleza en el Bronx llamado "Hello Gorgeous", y por su pulido aseo, peinado y aspecto. En 2011, los periodistas señalaron que a pesar de haber estado encarcelado en régimen de aislamiento durante los últimos cuatro años, Basciano seguía luciendo un aspecto perfectamente cuidado en la sala del tribunal.
Detenido en 2004, tras un largo proceso, Basciano fue condenado en un juicio por asociación ilícita por apuestas ilegales e intento de asesinato el 6 de mayo de 2006. Sin embargo, debido a un jurado en desacuerdo, Basciano no fue condenado por el asesinato de Frank Santoro en 2001.
Tras el primer juicio por asesinato de Basciano, los fiscales volvieron a juzgarle por los cargos en los que el jurado había fallado en el primer juicio. El 1 de agosto de 2007, Basciano fue declarado culpable de asesinar a Santoro, que intentó secuestrar al hijo de Basciano.
El anterior jefe de los Bonanno Joseph Massino se volvió testigo del gobierno en 2004 e informó de que Basciano había conspirado para matar al fiscal Greg Andres, pero después de que Massino fallara una prueba de polígrafo sobre la discusión accedió a wear a wire cuando el jefe en funciones Basciano se reunió con Massino en la cárcel. Los jurados escucharon una grabación de Basciano jactándose: "Soy un matón. Soy un tipo duro. Pase lo que pase. Vámonos". En otra, un melancólico Massino reflexionaba sobre la desaparición de la familia. "Estábamos bien hasta que me pellizcaron", dijo. "Estábamos en la cima del mundo". Aunque Massino no pudo extraer una confesión inequívoca sobre Andrés, sí grabó a Basciano admitiendo libremente haber ordenado el asesinato de su socio Randolph "Randy" Pizzolo. El 16 de mayo de 2011, Basciano fue declarado culpable de ordenar el asesinato de Pizzolo en 2004, El 1 de junio de 2011, un jurado rechazó una petición de la fiscalía para la pena de muerte y, en su lugar, condenó a Basciano a cadena perpetua. Basciano cumplía inicialmente su cadena perpetua en la prisión de máxima seguridad ADX Florence, pero fue trasladado a la cercana United States Penitentiary, Florence High en Florence, Colorado durante un tiempo y actualmente está encarcelado en la USP Big Sandy.
El 6 de marzo de 2014, el primo y abogado de Basciano, Stephen DiCarmine, fue procesado y acusado de defraudar 250 millones de dólares en bonos, siendo director ejecutivo del white-shoe Dewey & LeBoeuf.